# Metridiidae
Metridiidae is een familie uit de orde van de zeeanemonen (Actiniaria). De familie is voor het eerst wetenschappelijk beschreven door Carlgren in 1893. De familie omvat 2 geslachten en 8 soorten.

## Geslachten
- Metridium de Blainville, 1824
- Paraisometridium Zamponi, 1978